# Bracon novus
Bracon novus är en stekelart som beskrevs av Szepligeti 1901. Bracon novus ingår i släktet Bracon och familjen bracksteklar. Utöver nominatformen finns också underarten B. n. maculifer.